# Vaqueiros (Santarém)
Vaqueiros é uma povoação portuguesa do Município de Santarém que foi sede da extinta Freguesia de Vaqueiros, freguesia que tinha 3,54 km² de área e 285 habitantes (2011), e, por isso, uma densidade populacional de 80,5 hab/km².
A Freguesia de Vaqueiros foi extinta e agregada à Freguesia de Casével, criando-se a União das freguesias de Casével e Vaqueiros. 

## População
| População da freguesia de Vaqueiros | População da freguesia de Vaqueiros | População da freguesia de Vaqueiros | População da freguesia de Vaqueiros | População da freguesia de Vaqueiros | População da freguesia de Vaqueiros | População da freguesia de Vaqueiros | População da freguesia de Vaqueiros | População da freguesia de Vaqueiros | População da freguesia de Vaqueiros | População da freguesia de Vaqueiros | População da freguesia de Vaqueiros | População da freguesia de Vaqueiros | População da freguesia de Vaqueiros | População da freguesia de Vaqueiros |
| ----------------------------------- | ----------------------------------- | ----------------------------------- | ----------------------------------- | ----------------------------------- | ----------------------------------- | ----------------------------------- | ----------------------------------- | ----------------------------------- | ----------------------------------- | ----------------------------------- | ----------------------------------- | ----------------------------------- | ----------------------------------- | ----------------------------------- |
| 1864                                | 1878                                | 1890                                | 1900                                | 1911                                | 1920                                | 1930                                | 1940                                | 1950                                | 1960                                | 1970                                | 1981                                | 1991                                | 2001                                | 2011                                |
| 250                                 | 281                                 | 339                                 | 356                                 | 370                                 | 444                                 | 445                                 | 492                                 | 474                                 | 425                                 | 324                                 | 354                                 | 280                                 | 317                                 | 285                                 |

| Distribuição da População por Grupos Etários | Distribuição da População por Grupos Etários | Distribuição da População por Grupos Etários | Distribuição da População por Grupos Etários | Distribuição da População por Grupos Etários | Distribuição da População por Grupos Etários | Distribuição da População por Grupos Etários | Distribuição da População por Grupos Etários | Distribuição da População por Grupos Etários | Distribuição da População por Grupos Etários |
| -------------------------------------------- | -------------------------------------------- | -------------------------------------------- | -------------------------------------------- | -------------------------------------------- | -------------------------------------------- | -------------------------------------------- | -------------------------------------------- | -------------------------------------------- | -------------------------------------------- |
| Ano                                          | 0-14 Anos                                    | 15-24 Anos                                   | 25-64 Anos                                   | > 65 Anos                                    |                                              | 0-14 Anos                                    | 15-24 Anos                                   | 25-64 Anos                                   | > 65 Anos                                    |
| 2001                                         | 45                                           | 35                                           | 146                                          | 91                                           |                                              | 14,2%                                        | 11,0%                                        | 46,1%                                        | 28,7%                                        |
| 2011                                         | 32                                           | 39                                           | 139                                          | 75                                           |                                              | 11,2%                                        | 13,7%                                        | 48,8%                                        | 26,3%                                        |

Média do País no censo de 2001:  0/14 Anos-16,0%; 15/24 Anos-14,3%; 25/64 Anos-53,4%; 65 e mais Anos-16,4%
Média do País no censo de 2011:   0/14 Anos-14,9%; 15/24 Anos-10,9%; 25/64 Anos-55,2%; 65 e mais Anos-19,0%